# فرنسيسكو روجاس توليدو
فرنسيسكو روجاس توليدو (بالإسبانية: Francisco Rojas Toledo)‏ هو سياسي مكسيكي، ولد في 29 يناير 1956. حزبياً، نشط في حزب العمل الوطني. وقد انتخب عضو مجلس النواب المكسيك.